# Некрасово (Тарусский район)
Некрасово, ранее Безобразово — село в Тарусском районе Калужской области России. Административный центр сельского поселения «Село Некрасово».

## География
Село расположено на левом берегу реки Туловни.

## История
Первое упоминание поместья находится в межевой книге 1652 года серпуховского старосты Н. А. Резанцева как село.
В 1672 или 1702 году стараниями митрополита Трифилия, уроженца данной местности, в Безобразово была построенная каменная пятиглавая церковь во имя Николая Чудотворца с приделом Пророка Илии.
В 1746 году село было вотчиной помещиков Василия Елизаровича и Ирины Анисимовны Нелюбохтиных. В 1769 году Безобразово принадлежало уже помещику Еремею Тимофеевичу Басаргину, получившему его по завещанию от своего отца.
Согласно «Описаниям и алфавитам к Калужскому атласу» (1782) земли в Безобразово были выделены сразу нескольким владельцам, в том числе А. И. Жихарев. Село стояло из 10 господских домов и 38 крестьянских дворов.
В XIX веке село Безобразово принадлежало двум помещикам — Н. А. Жихареву (ум. 1848) и А. А. Сумароцкому (ум. 1860).
В 1867 году в усадьбе жила Вера Павловна Жихарева. Затем усадьба в селе перешла к её сыновьям А. А. и П. А. Жихаревым и в конце столетия к сыну последнего П. П. Жихареву.
В начале XX века усадьба принадлежала помещику Красавину, который проиграл его в карты, и его приобрел помещик Поль. В 1922 году в бывших зданиях дворянской усадьбы образовалась коммуна имени Третьего интернационала, просуществовавшая до 1933 года, когда на базе коммуны были созданы колхозы «Весенний цвет», им. Молотова, «Большевик». Часть села, где находилась коммуна, называлась в народе Щемиловкой, другая часть стала называться Некрасовом, что привело к смене названия всего села.
В 1930-е годы Никольскую церковь отдали под клуб, а служившего в ней священника сослали. В главном здании усадьбы разместили школу, где учились также дети из деревень Салтыкова, Хрущева, Юрятина, Волковского, Услимова, Андреевского, Селиверстова, Лаговщины, Льгова.
В 1941 году село было оккупировано немецкими войсками. В декабре 1941 освобождено войсками 49-й армии.
После войны здание церкви разобрали на кирпичи, сохранились только фрагменты фундамента. Главный дом усадьбы был утрачен в 1990-х годах.

## Население
В 1782 году по ревизии в селе числилось 371 крестьянских душ обоего пола.
По данным на 1859 году в Безобразово в 33 дворах насчитывалось 386 жителей.
В 1867 году в 40 дворах проживали 133 мужчины и 124 женщины временнообязанных крестьян и дворовых.
В 1892 году население села составляло 321 человек, в 1913 — 300 человек.
| 2002 | 2010 |
| ---- | ---- |
| 276  | ↗283 |